# Pinar del Río (béisbol)
El Equipo de Baseball Vegueros de Pinar del Río es un equipo cubano de béisbol de la provincia de Pinar del Río, que ha logrado destacarse en los campeonatos realizados en la isla y en él han participado beisbolistas destacados como Omar Linares.

## Selección 2014-2015

### Lanzadores
- 59 Vladimir Baños Chacón
- 41 Erlis Casanova Callaba
- 56 Yosvany Torres Gómez
- 98 Rodry Yasmany Castello Labrador
- 90 Isbel Hernández Castillo
- 56 Yosvani Torres Gómez
- 89 Liván Moinelo Pita
- 21 Juan Martínez

### Jugadores de posición
- 46 Yosvani Peraza Marín
- 16 Lorenzo Quintana Fernández
- 97 Dayron Hernández López
- 31 Yusiley Flores Cairo
- 87 Lázaro Alberto Alonso Cabrera
- 2 Randy Arozarena González
- 3 Luis Alberto Valdés Gutiérrez
- 27 Reinier Hernández Echevarria
- 18 David A. Castillo Velázquez
- 26 Osniel Madera Madera
- 12 Donal Duarte Hernández
- 28 William Saavedra Valdés
- 47 Jorge A. Padrón Bravo
- 09 Reidel Álvarez Sánchez
- 88 Lázaro Emilio Blanco Hernández
- 11 Reinier León Rodríguez
- 01 Osmel Solano Gala

### Director
- Alfonso Urquiola
- Jorge Ricardo Gallardo (actual)

## Historia
Vegueros fue el primer equipo representativo de Pinar del Río. Fueron estos dos equipos los que se mantuvieron hasta 1974, cuando Forestales toma el nombre de Pinar, que pasó entonces a participar en las Series Selectivas que nacieron al año siguiente.
Desde 1968 la provincia participa en los juegos de la Serie Nacional de Béisbol, ocupando buenos lugares dentro de los juegos y en el año 1978 llevándose el título de campeón a su provincia.
Vegueros fue uno de los principales equipos en los clásicos nacionales, considerados junto a Industriales, Santiago de Cuba y Villa Clara, como los cuatro grandes de la palota doméstica. En estos jugaban los mejores peloteros de toda la provincia. No solamente obtuvieron el título de 1978, también en 1981, 1982, 1985, 1987 y 1988 se llevaron la presea de oro al tiempo que alcanzaron otros lugares destacados en el resto de las campañas, incluyendo la de 1986 en la que perdieron sensacionalmente en extrainnings frente a Industriales por un histórico cuadrangular de Agustín Marquetti.
Lograron excelentes resultados en las selectivas: un total de 6 coronas, récord para Selectivas, llegaron a las vitrinas verdes, mientras que otro número importante de actuaciones relevantes matizaron también cuando no ganaban.
En la temporada 1992-1993 se ideó una nueva estructura eliminando así completamente las Selectivas de 8 equipos, y dejó en la Nacional únicamente a Vegueros de Pinar del Río, como único representante de esa provincia al desaparecer Forestales.
Los Vegueros Pinareños, desde la estructuración de los equipos en 16 conjuntos, han triunfado 4 veces, 1996-1997, 1997-1998, 2010-2011 y 2014-2015, perdiendo en cuatro ocasiones la final (1992-1993, 1994-1995, 1999-2000, 2000-2001). Además, el equipo logró una victoria en la Serie del Caribe de 2015, el primero para Cuba desde la década de 1960
Es el máximo ganador del béisbol cubano desde la nueva división político-administrativa (1976-2021), con un total de (10) títulos, además el segundo equipo que más títulos ha ganado representando a un mismo territorio, tanto en Series Nacionales(10, detrás de Industriales que logró 12) como Selectivas(6).

## Jugadores destacados
En la serie 20 de 1980 uno de los grandes del béisbol cubano sale a relucir Rogelio García, que jugaba con el equipo de Vegueros. García tuvo un total de 116,2 EL (Entradas Lanzadas), 17 CLP (Carreras Limpias Permitidas), para un PCL (Promedio de Carreras Limpias) de 1,36.
En la serie 21 de 1981 Julio Romero tuvo su oportunidad. Romero tuvo un total de 112 EL, 18 CLP, para un PCL de 1,45.
En la serie 27 de 1988 Rogelio García demostró que aún no estaba acabado. García se volvió a reinscribir en las páginas de la historia con un total de 81,1 EL, 20 CLP, para un PCL de 2,21.
En la serie 36 de 1997 brilló Pedro Luis Lazo. Lazo es uno de los lanzadores más experimentados que ha tenido el equipo de Pinar del Río. Lazo tuvo una excelente temporada, 109 EL, 14 CLP, para un PCL de 1,15.
En la serie 41 del 2002 se destacó José Ariel Contreras, con su récord de 143,1 EL, 28 CLP, para un PCL de 1,76.
En el bateo, Pinar del Río cuenta con grandes jugadores. Omar Linares logró coronarse 5 veces campeón de bateo, poniendo su mayor marca personal en un AVE (average) de 0,442 conectando 76 hits en 172 VB (veces al bate).
Yobal Dueñas es uno de los más ranqueados, a lo largo de los años se ha sabido mantener entre los grandes de la pelota cubana. En el año 1999 conectó 141 hits en 337 veces al bate para un promedio de 0,418.

## Directores
El equipo ha contado con varios directores a lo largo de 28 años desde 1978. José M. Pineda fue su primer director. En ese entonces el nombre del equipo era Vegueros. Jorge Fuentes lo sustituyó en el año 1982. Durante su estancia como director los resultados del equipo fueron significativos, ganando varias veces la Serie Nacional de Béisbol. El equipo cambió de nombre en el año 1997 al nombre de su provincia, Pinar del Río.
Ya en el 1998 Alfonso Urquiola ocupa la dirección del equipo. Luego Jorge Fuentes retomó la dirección y logró llevar al equipo a obtener el segundo lugar del campeonato, en una temporada donde no habían comenzado bien.
En la Serie 48 (2008-09), tomó las riendas el exjugador Luis Giraldo Casanova.